# 이들리
이들리(힌디어: इडली; 구자라트어: ઈડલી; 칸나다어: ಇಡ್ಲಿ; 타밀어: இட்லி, 텔루구어: ఇడ్లీ; 펀자브어: ਇਡਲੀ)는 인도 남부의 요리이다. 발효된 우라드콩과 쌀로 만들어 쪄 먹는다.

## 같이 보기
- 도클랑
- 푸투 (남아시아 음식)